# Balthasar Friedrich von Oertzen
Balthasar Friedrich von Oertz(en) (død 27. februar 1723) var en dansk officer, der endte som generalmajor.
Han tilhørte den mecklenburgske uradelsslægt Oertzen og førte under Den Skånske Krig et dragonregiment. 6. maj 1711 ægtede han Charlotte Amalie komtesse Friis (ca. 1692 – 1. december 1751). De fik sønnerne Frederik Oertz og Ludvig Christian Oertz. Efter mandens død ægtede hun 1725 Otto Blome.